# 23044 Starodub
23044 Starodub este un asteroid din centura principală de asteroizi.

## Descriere
23044 Starodub este un asteroid din centura principală de asteroizi. A fost descoperit pe 6 decembrie 1999 la Socorro, New Mexico, în cadrul proiectului LINEAR. Asteroidul prezintă o orbită caracterizată de o semiaxă mare de 2,27 ua, o excentricitate de 0,19 și o înclinație de 4,6° în raport cu ecliptica.